# Iván Oñate
Ivan Oñate  (n. Ambato, Ecuador, 17 de marzo de 1948) es un poeta, narrador y catedrático universitario ecuatoriano.
Realizó sus estudios universitarios en Quito, Argentina y España donde se doctoró en Comunicación en la Universidad Autónoma de Barcelona.[cita requerida]
Fue profesor de semiótica y literatura hispanoamericana en la Facultad de Filosofía y Letras de la Universidad Central del Ecuador.[cita requerida]

## Obras
Poesía 
- Estadía poética (Argentina,1968)
- En casa del ahorcado (Quito, 1977)
- El ángel ajeno (Quito, 1983)
- Anatomía del vacío (Quito, 1988)
- El fulgor de los desollados -antología- (Quito, 1992)
- La nada sagrada (Quito, 1999).
- La frontera (Editorial Arquitrave. Bogotá, 2006)
- El país de las tinieblas (Ediciones de Medianoche. Mexico, 2008)
- La fiel literatura (Ediciones de Medianoche. Mexico, 2018)

 Cuento 
- El hacha enterrada, (Quito, 1987)
- La canción de mi compañero de celda (Quito, 1995).